# Kesijärvi (sjö, lat 60,98, long 24,77)
Kesijärvi är en sjö i Finland. Den ligger i kommunen Janakkala i landskapet Egentliga Tavastland, i den södra delen av landet, 90 km norr om huvudstaden Helsingfors. Kesijärvi ligger 121,1 meter över havet. I omgivningarna runt Kesijärvi växer i huvudsak barrskog. Arean är 94,8 hektar och strandlinjen är 5,71 kilometer lång. Sjön  ingår i Kumo älvs huvudavrinningsområde. 